# Ewoud Vromant
Ewoud Vromant, né le 15 juillet 1984, est un cycliste belge sur route et sur piste, actif dans le paracyclisme. Il est multi-médaillé aux championnats du monde de paracyclisme sur route et piste.

## Biographie
Ewoud Vromant naît le 15 juillet 1984. Durant sa jeunesse, il joue au football, au niveau provincial et puis se tourne vers le triathlon durant huit ans.
Il est diplômé ingénieur industriel de la Katholieke Hogeschool Sint-Lieven à Gand.
En 2012, on lui diagnostique une tumeur dans les ischio-jambiers de la jambe droite. Après une chimiothérapie, il subit une amputation de la jambe.
S'il essaye de continuer le triathlon, son handicap amène à de nombreuses difficultés, sa jambe n'étant plus fonctionnelle. Au cours de sa rééducation, il essaye également le para-ski, le para-athlétisme et la para-natation.
Il découvre et s'intéresse au paracyclisme après avoir vu son collègue Arnout Matthys, également amputée de la jambe supérieure, grimper le Mont-Ventoux. Cela devient son sport préféré et surtout, il considère que la natation paralympique est un sport très technique et qu'il est trop âgé pour atteindre le niveau international. Il commence dès 2015 au Anvasport club à Melle et commence les compétitions à partir de 2016. À partir de l'année suivante, il se consacre exclusivement au paracyclisme.

## Résultats sportifs
En 2015, il remporte les 100 et 200 mètres aux championnats de Belgique d'athlétisme. En 2016, il remporte le relais aux Championnats de Belgique d'athlétisme, l'argent au 50 mètres nage libre et le bronze au 100 mètres nage libre aux Championnats de Belgique de natation et le bronze à la course sur route aux Championnats de Belgique de cyclisme.
En 2018, il participe pour la première fois aux championnats du monde de paracyclisme sur route qui se déroulent à Maniago en Italie. Il n'y obtient aucune médaille. En 2019, il participe aux championnats du monde de paracyclisme sur piste à Apeldoorn, aux Pays-Bas. Il termine 5e de la poursuite individuelle. Il y décroche le bronze en omnium. La même année, il remporte la médaille d'argent lors du contre-la-montre et celle de bronze lors de la course sur route des championnats du monde de paracyclisme sur route à Emmen, aux Pays-Bas,,.
L'année suivante, en 2020, il remporte les championnats du monde de paracyclisme sur piste à Milton, au Canada, lors de l'épreuve de poursuite individuelle (3km) en catégorie C2,,. Il bat alors le record du monde, une première fois lors des séries qualificatives et puis en finale (3:36.322).
En 2021, il décroche la médaille de bronze aux championnats du monde de paracyclisme durant la course sur route en catégorie C2 qui se déroule sur le circuit automobile d'Estoril à Cascais au Portugal,. Lors des jeux paralympiques d'été 2020 à Tokyo au Japon, il est disqualifié lors des séries de la poursuite individuelle sur 3 km pour une mauvaise position sur la selle mais remporte l'argent lors du contre-la-montre sur route,.
En 2022, lors des championnats du monde de paracyclisme sur route à Baie-Comeau, au Canada, Ewoud Vromant remporte la médaille d'or sur le contre-la-montre et celle de bronze sur la course en ligne,,. Le 16 juillet 2022, à Granges, en Suisse, il améliore le record du monde de l'heure du contre-la-montre dans la catégorie MC2 de plus de 3 km, le portant à 46,521 kilomètres,. Il est alors détenu par Colin Lynch (en) qui l'avait établi pour la première fois en 2016, en parcourant 43,133 km sur une heure,. Lors des championnats du monde de paracyclisme sur piste à Paris, il remporte la médaille de bronze à l'omnium,.
En 2023, il remporte la médaille de bronze du contre-la-montre et de la course en ligne lors des championnats du monde de paracyclisme sur route à Glasgow en Écosse,.
Lors des championnats du monde de paracyclisme sur piste à Rio au Brésil en 2024, Ewoud Vromant décroche la médaille d'argent en poursuite individuelle et la médaille de bronze du scratch,. Aux jeux paralympiques d'été de Paris, il s'empare de la médaille d'argent en poursuite individuelle et sur le contre-la-montre individuel C2,. En septembre 2024, il remporte aux championnats du monde de paracyclisme sur route le contre-la-montre classe C2.

## Palmarès

### Jeux paralympiques
- Jeux paralympiques d'été de 2021 à Tokyo  Japon
  -  Médaille d'argent du contre la montre
- Jeux paralympiques d'été de 2024 à Paris  France
  -  Médaille d'argent de la poursuite
  -  Médaille d'argent du contre-la-montre

### Championnats du monde de paracyclisme sur piste
- Championnats du monde de paracyclisme sur piste 2019 à Apeldoorn  Pays-Bas
  -  Médaille de bronze de l'omnium
- Championnats du monde de paracyclisme sur piste 2020 à Milton  Canada
  -  Médaille d'or de la poursuite
- Championnats du monde de paracyclisme sur piste 2022 à Paris  France
  -  Médaille de bronze de l'omnium
- Championnats du monde de paracyclisme sur piste 2024 à Rio de Janeiro  Brésil
  -  Médaille d'argent de la poursuite
  -  Médaille de bronze du scratch

### Championnats du monde de paracyclisme sur route
- Championnats du monde de paracyclisme sur route 2019 à Emmen,  Pays-Bas
  -  Médaille d'argent du contre-la-montre
  -  Médaille de bronze de la course sur route
- Championnats du monde de paracyclisme sur route 2021 à Cascais,  Portugal
  -  Médaille de bronze de la course sur route
- Championnats du monde de paracyclisme sur route 2022 à Baie-Comeau  Canada
  -  Médaille d'or du contre-la-montre
  -  Médaille de bronze de la course sur route
- Championnats du monde de paracyclisme sur route 2023 à Glasgow  Écosse
  -  Médaille de bronze du contre-la-montre
  -  Médaille de bronze de la course sur route
- Championnats du monde de paracyclisme sur route 2024 à Zurich  Suisse
  -  Médaille d'or du contre-la-montre

## Vie privée
Il a une femme et deux enfants. Il habite Woubrechtegem.

## Distinctions
- Plaque en son honneur à Woubrechtegem (2020)[1]
- « Performance of the year 2020 » dans le cadre des Paralympic Sport Awards 2020 (2020)[15]
- Citoyen d'honneur d'Herzele (2022)[16]